# Lugny-lès-Charolles
Lugny-lès-Charolles è un comune francese di 346 abitanti situato nel dipartimento della Saona e Loira nella regione della Borgogna-Franca Contea.

## Società

### Evoluzione demografica
Abitanti censiti